# Matyldów (Sochaczew)
Matyldów  [ludˈvikuf] est un village polonais de la gmina de Rybno dans le powiat de Sochaczew et dans la voïvodie de Mazovie.
Il est situé approximativement à 5 kilomètres au nord-ouest de Rybno, 13 kilomètres à l'ouest de Sochaczew et à 64 kilomètres à l'ouest de Varsovie.